# 1-й гвардейский штурмовой авиационный корпус
1-й гвардейский штурмовой авиационный Кировоградско-Берлинский Краснознамённый орденов Суворова и Кутузова корпус (1-й гв. шак) — гвардейское соединение Военно-Воздушных сил (ВВС) Вооружённых Сил РККА, принимавшее участие в боевых действиях Великой Отечественной войны.

## Наименование корпуса
- 2-я истребительная авиационная армия;
- 1-й штурмовой авиационный корпус;
- 1-й штурмовой авиационный Кировоградский корпус;
- 1-й гвардейский штурмовой авиационный Кировоградский корпус[1];
- 1-й гвардейский штурмовой авиационный Кировоградский Краснознамённый ордена Суворова корпус;
- 1-й гвардейский штурмовой авиационный Кировоградский Краснознамённый орденов Суворова и Кутузова корпус;
- 1-й гвардейский штурмовой авиационный Кировоградско-Берлинский Краснознамённый орденов Суворова и Кутузова корпус;
- 60-й гвардейский штурмовой авиационный Кировоградско-Берлинский Краснознамённый орденов Суворова и Кутузова корпус[2]

## Создание корпуса
Корпус создан переименованием 5 февраля 1944 года из 1-го штурмового авиационного Кировоградского корпуса за боевые отличия, стойкость и массовый героизм личного состава, проявленные в Курской битве и в сражениях на Правобережной Украине.

## Переформирование
1-й гвардейский Кировоградско-Берлинский Краснознамённый орденов Суворова и Кутузова штурмовой авиационный корпус 20 февраля 1949 года был переименован в 60-й гвардейский штурмовой авиационный Кировоградско-Берлинский Краснознамённый орденов Суворова и Кутузова корпус

## В действующей армии
В составе действующей армии С 5 февраля 1944 года по 11 мая 1945 года, всего 462 дня

## Командир корпуса
- Генерал-лейтенант авиации Рязанов Василий Георгиевич, период нахождения в должности: с 05.02.1944 г. по февраль 1947 г.[4]
- Генерал-майор авиации Кузнецов Павел Осипович[5], период нахождения в должности: с ноября 1947 года по 5 июня 1950 года
- генерал-майор авиации Коломейцев Леонид Викторович[6], с 1 декабря 1953 года по 1956 год

## В составе объединений
| Объединение                                    | Период                  |
| ---------------------------------------------- | ----------------------- |
| 5-я воздушная армия 2-го Украинского фронта    | 05.02.1944 — 01.09.1944 |
| 2-я воздушная армия 1-го Украинского фронта    | 01.09.1944 — 10.06.1945 |
| 2-я воздушная армия Центральная группа войск   | 10.06.1945 — 25.05.1946 |
| 1-я воздушная армия Белорусский военный округ  | 25.05.1946 — 20.02.1949 |
| 26-я воздушная армия Белорусский военный округ | 20.02.1949 — 01.08.1956 |

## Соединения, части и отдельные подразделения корпуса

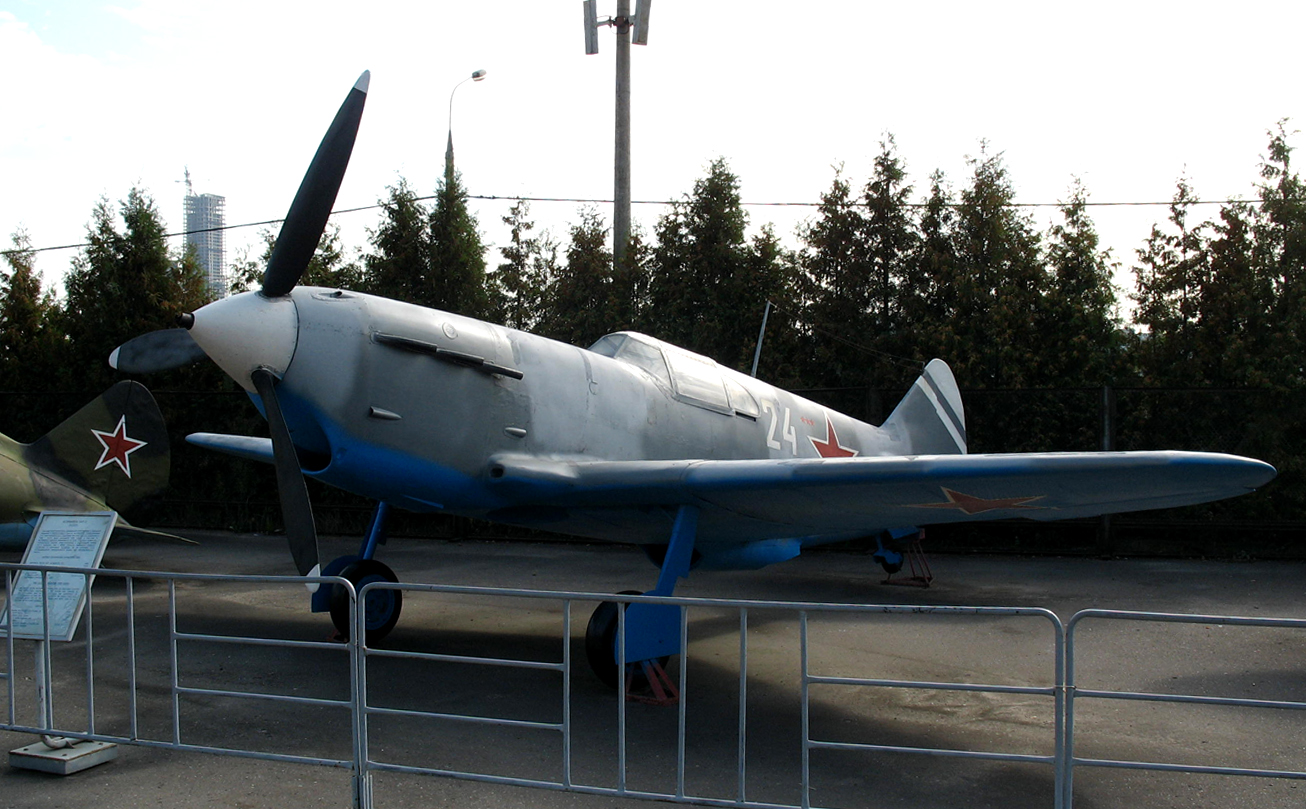
Истребитель ЛаГГ-3 12-й гв. иад

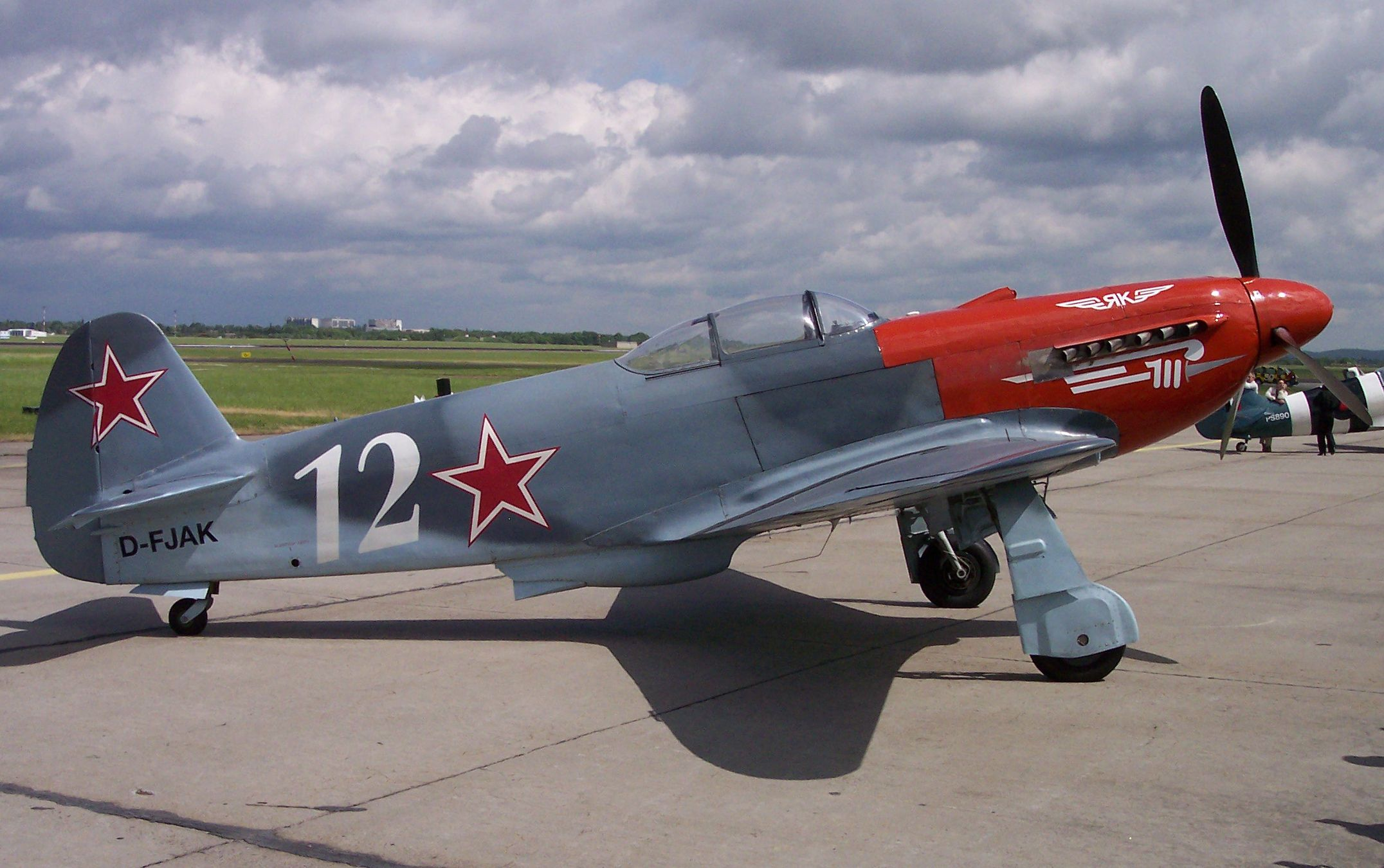
Истребитель Як-3 12-й гв. иад

- 8-я гвардейская штурмовая авиационная Полтавская Краснознамённая ордена Богдана Хмельницкого дивизия[7]
  - 140-й гвардейский штурмовой авиационный Киевский Краснознамённый ордена Богдана Хмельницкого полк (Ил-2)
  - 142-й гвардейский штурмовой авиационный Сандомирский орденов Богдана Хмельницкого и Александра Невского полк (Ил-2)
  - 143-й гвардейский штурмовой авиационный Львовский орденов Богдана Хмельницкого и Александра Невского полк (Ил-2)
- 9-я гвардейская штурмовая авиационная Красноградская Краснознамённая ордена Суворова дивизия[7] (по 24.09.1946 г.)
  - 141-й гвардейский штурмовой авиационный Сандомирский Краснознамённый ордена Кутузова полк (Ил-2)
  - 144-й гвардейский штурмовой авиационный Львовский орденов Богдана Хмельницкого и Александра Невского полк (Ил-2)
  - 155-й гвардейский штурмовой авиационный Киевский Краснознамённый ордена Кутузова полк (Ил-2)
- 12-я гвардейская истребительная авиационная Знаменская Краснознамённая ордена Богдана Хмельницкого дивизия[7] (по 21.01.1947 г.)
  - 152-й гвардейский истребительный авиационный Сандомирский орденов Богдана Хмельницкого и Александра Невского полк (Як-1, Як-7Б, Як-9)
  - 153-й гвардейский истребительный авиационный Сандомирский орденов Богдана Хмельницкого и Александра Невского полк (Як-1, Як-7Б, Як-9)
  - 156-й гвардейский истребительный авиационный Львовский Краснознамённый ордена Богдана Хмельницкого полк (Як-1, Як-7Б, Як-9, Як-3)
- 311-я штурмовая авиационная дивизия (с 01.06.1947 г. по 01.04.1956 г.)
  - 75-й гвардейский штурмовой авиационный полк (с 01.03.1954 г. по 01.04.1956 г.)
  - 952-й штурмовой авиационный полк (с 01.06.1947 г. по 01.03.1954 г.)
  - 953-й штурмовой авиационный полк (с 01.06.1947 г. по 01.04.1956 г.)
  - 956-й штурмовой авиационный полк (с 01.06.1947 г. по 01.04.1956 г.)
- 1-я гвардейская штурмовая авиационная Сталинградская ордена Ленина дважды Краснознамённая орденов Суворова и Кутузова дивизия (с 01.06.1946 г.)
  - 74-й гвардейский штурмовой авиационный Сталинградский Краснознамённый ордена Суворова полк
  - 75-й гвардейский штурмовой авиационный Сталинградский Краснознамённый ордена Суворова полк
  - 76-й гвардейский штурмовой авиационный Мелитопольский Краснознамённый ордена Кутузова полк
  - 136-й гвардейский штурмовой авиационный Сталинский Краснознамённый ордена Суворова полк
- 4-я отдельная гвардейская авиационная эскадрилья связи[3]
- 33-я отдельная гвардейская рота связи[3]
- 72-й отдельный взвод земного обеспечения самолётовождения[3]
- 49-й отдельный взвод аэрофотослужбы[3]
- 2168 военно-почтовая станция[3]

## Участие в операциях и битвах
- Корсунь-Шевченковская операция[4] — с 5 февраля 1944 года по 17 февраля 1944 года.
- Уманско-Ботошанская операция[4] — с 5 марта 1944 года по 17 апреля 1944 года.
- Львовско-Сандомирская операция[4] — с 13 июля 1944 года по 29 августа 1944 года.
- Карпатско-Дуклинская операция[4] — с 8 сентября 1944 года по 28 октября 1944 года.
- Сандомирско-Силезская операция[4] — с 12 января 1945 года по 3 февраля 1945 года.
- Нижне-Силезская операция[4] — с 8 февраля 1945 года по 24 февраля 1945 года
- Верхне-Силезская операция[4] — с 15 марта 1945 года по 31 марта 1945 года
- Берлинская операция[4] — с 16 апреля 1945 года по 8 мая 1945 года
- Пражская операция[4] — с 6 мая 1945 года по 11 мая 1945 года

Весной 1944 года соединения корпуса участвовали в Уманско-Ботошанской операции. Точные и мощные удары штурмовиков по узлам сопротивления противника в этой операции способствовали успешному наступлению войск 2-го Украинского фронта. В начале июля 1944 года корпус был передан во 2-ю воздушную армию 1-го Украинского фронта, в которой действовал до конца войны. В Львовско-Сандомирской операции он поддерживал танковые, и общевойсковые армии в ходе боёв по уничтожению группировки противника в районе Броды, при развитии наступления к pp. Сан и Висла, их форсировании и захвате сандомирского плацдарма.

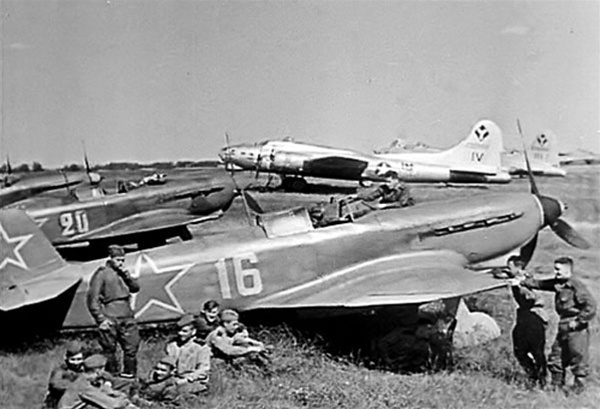
Самолёты корпуса

За образцовое выполнение заданий командования в боях за г. Львов и проявленные при этом воинами доблесть и мужество корпус награждён орденом Красного Знамени (10 авгУСТА 1944 года).
Высокое лётное мастерство показали лётчики-гвардейцы в завершающих операциях Великой Отечественной войны. В Сандомирско-Силезской операции 1945 за отличие в боях при овладении войсками фронта гг. Ченстохов, Пшедбуж и Радомско корпус был награждён орденом Суворова 2-й степени (19 февр. 1945 года). В Нижне-Силезской операции соединения корпуса поддерживали наступление 3-й гв. и 4-й танковых, 5-й гвардейской, 6-й и 52-й армий. В Верхне-Силезской операции корпус во взаимодействии с 4-й танковой, 21-й и 60-й армиями участвовал в разгроме группировки противника в районе Оппельн (Ополе) и последующем развитии наступления войсками фронта к р. Нейсе. С большим подъёмом сражались лётчики корпуса в Берлинской операции. Их эффективные сосредоточенные удары и эшелонированные действия способствовали успешному форсированию войсками фронта р. Нейсе, прорыву оборонительных рубежей противника на подступах к Берлину и штурму столицы фашистской Германии.
За образцовое выполнение заданий командования в боях при прорыве обороны немецко-фашистских войск на р. Нейсе и овладение гг. Котбус, Люббен и других корпус был награждён орденом Кутузова 2-й степени (28 мая 1945 года), а за боевые отличия при штурме Берлина удостоен почётного наименования Берлинского (4 июня 1945 года).
После взятия советскими войсками Берлина корпус участвовал в уничтожении окружённого гарнизона в г. Бреслау (Вроцлав) и разгроме дрезденско-пражской группировки противника.
За период боевых действий в Великой Отечественной войне соединения корпуса произвели около 50 тыс. самолёто-вылетов, уничтожили в воздушных боях и на аэродромах св. 1 тыс. самолётов противника, в ходе штурмовых действий на поле боя вывели из строя большое количество танков, орудий, миномётов и др. воен. техники противника.

## Присвоение гвардейских наименований
- 1-й Кировоградский штурмовой авиационный корпус переименован в 1-й гвардейский Кировоградский штурмовой авиационный корпус[1]
- 203-я Знаменская истребительная авиационная дивизия переименована в 12-ю гвардейскую Знаменскую истребительную авиационную дивизию[1]
- 266-я Полтавская штурмовая авиационная дивизия переименована в 8-ю гвардейскую Полтавскую штурмовую авиационную дивизию[1]
- 292-я Красноградская штурмовая авиационная дивизия переименована в 9-ю гвардейскую Красноградскую штурмовую авиационную дивизию[1]
- 66-й Киевский штурмовой авиационный полк переименован в 140-й гвардейский Киевский штурмовой авиационный полк[1]
- 247-й истребительный авиационный полк переименован в 156-й гвардейский истребительный авиационный полк[1]
- 270-й истребительный авиационный полк переименован в 152-й гвардейский истребительный авиационный полк[1]
- 516-й истребительный авиационный полк в переименован в 153-й гвардейский истребительный авиационный полк[1]
- 667-й штурмовой авиационный полк переименован в 141-й гвардейский штурмовой авиационный полк[1]
- 673-й штурмовой авиационный полк переименован в 142-й гвардейский штурмовой авиационный полк[1]
- 735-й штурмовой авиационный полк переименован в 143-й гвардейский штурмовой авиационный полк[1]
- 800-й штурмовой авиационный полк переименован в 144-й гвардейский штурмовой авиационный полк[1]
- 820-й штурмовой авиационный полк переименован в 155-й гвардейский штурмовой авиационный полк[1]
- 386-я отдельная авиационная эскадрилья связи переименована в 4-ю гвардейскую отдельную авиационную эскадрилью связи[1]

## Почётные наименования

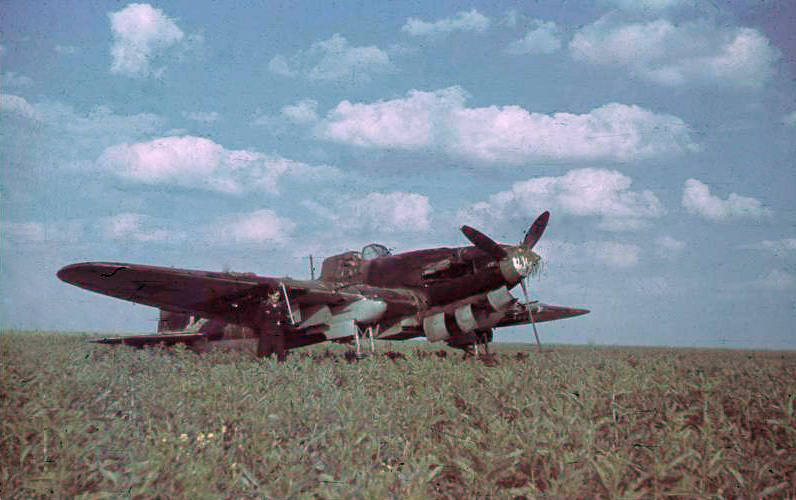
Самолёт корпуса Ил-2

- 1-му гвардейскому Кировоградскому Краснознамённому орденов Суворова и Кутузова II степени штурмовому авиационному корпусу присвоено почётное наименование «Берлинский»[8]
- 141-му гвардейскому штурмовому авиационному полку Приказом НКО СССР № присвоено почётное наименование «Сандомирский»[9]
- 142-му гвардейскому штурмовому авиационному полку присвоено почётное наименование «Сандомирский»[9]
- 143-му гвардейскому штурмовому авиационному полку присвоено почётное наименование «Львовский»[10]
- 144-му гвардейскому штурмовому авиационному полку присвоено почётное наименование «Львовский»[10]
- 152-му гвардейскому истребительному авиационному полку присвоено почётное наименование «Сандомирский»[9]
- 153-му гвардейскому истребительному авиационному полку присвоено почётное наименование «Сандомирский»[9]
- 156-му гвардейскому истребительному авиационному полку присвоено почётное наименование «Львовский»[10]

## Награды и почётные наименования Корпуса
| Дата     | Поощрение                     | Наименование              | Приказ                                 | Примечание |
| -------- | ----------------------------- | ------------------------- | -------------------------------------- | --- |
| 08.01.44 | почётное наименование         | «Кировоградский»          | Приказ ВГК                             | За массовый героизм, отвагу и мужество личного состава, проявленные в Кировоградской операции и овладении городом Кировоград |
| 05.02.44 | почётное звание               | 1-й гвардейский шак       | Приказ НКО СССР № 016                  | За боевые отличия, стойкость и массовый героизм личного состава, проявленные в Курской битве и в сражениях на Правобережной Украине |
| 10.08.44 | Орден Красного Знамени — 20px | Орден Красного Знамени    | Указ Президиума Верховного Совета СССР | за образцовое выполнение заданий командования в боях с немецкими захватчиками, за овладение городом Львов и проявленные при этом доблесть и мужество |
| 19.02.45 |                               | Орден Суворова II степени | Указ Президиума Верховного Совета СССР | За образцовое выполнение заданий командования в боях с немецкими захватчиками, за овладение городами Ченстохова, Пжедбуж и Радомско и проявленные при этом доблесть и мужество |
| 28.05.45 |                               | Орден Кутузова II степени | Указ Президиума Верховного Совета СССР | За образцовое выполнение заданий командования в боях при прорыве обороны немцев на реке Нейсе и овладении городами Коттбус, Люббен, Цоссен, Беелитц, Лукенвальде, Тройенбритцен, Цана, Мариенфельде, Треббин, Рангсдорф, Дидерсдорф и Кельтов и проявленные при этом доблесть и мужество |
| 04.06.45 | почётное наименование         | «Берлинский»              | Приказ НКО СССР № 0111                 | За боевые отличия, стойкость и массовый героизм личного состава, проявленные в Берлинской операции и взятии города Берлина |

## Награды

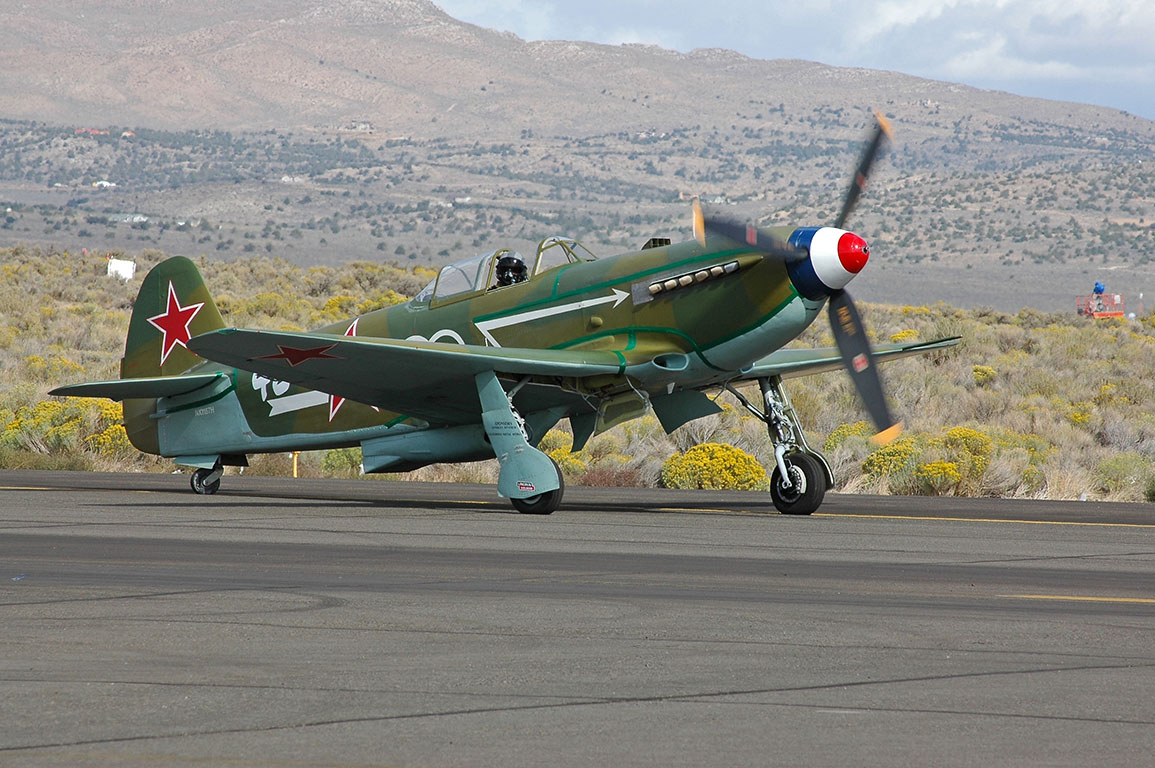
Самолёт Як-9 12-й гв. иад

- 1-й гвардейский штурмовой авиационный Кировоградский корпус Указом Президиума Верховного Совета СССР от 10 августа 1944 года за образцовое выполнение заданий командования в боях с немецкими захватчиками, за овладение городом Львов и проявленные при этом доблесть и мужество награждён орденом Красного Знамени[11].
- 1-й гвардейский штурмовой авиационный Кировоградский Краснознамённый корпус Указом Президиума Верховного Совета СССР от 19 февраля 1945 года за образцовое выполнение заданий командования в боях с немецкими захватчиками, за овладение городами Ченстохова, Пшедбуж и Радомско, и проявленные при этом доблесть и мужество награждён орденом Суворова II степени[12].
- 1-й гвардейский  штурмовой авиационный Кировоградский Краснознамённый ордена Суворова корпус Указом Президиума Верховного Совета СССР от 28 мая 1945 года за образцовое выполнение заданий командования в боях при прорыве обороны немцев на реке Нейсе и овладении городами Коттбус, Люббен, Цоссен, Беелитц, Лукенвальде, Тройенбритцен, Цана, Мариенфельде, Треббин, Рангсдорф, Дидерсдорф и Кельтов и проявленные при этом доблесть и мужество награждён орденом Кутузова II степени[12].
- 8-я гвардейская Полтавская штурмовая авиационная дивизия Указом Президиума Верховного Совета СССР награждена орденом Боевого Красного Знамени.
- 8-я гвардейская Полтавская штурмовая авиационная дивизия Указом Президиума Верховного Совета СССР награждена орденом Богдана Хмельницкого II степени.
- 9-я гвардейская Красноградская штурмовая авиационная дивизия Указом Президиума Верховного Совета СССР награждена орденом Боевого Красного Знамени.
- 9-я гвардейская Красноградская Краснознамённая штурмовая авиационная дивизия Указом Президиума Верховного Совета СССР награждена орденом Суворова II степени.
- 12-я гвардейская Знаменская истребительная авиационная дивизия Указом Президиума Верховного Совета СССР награждена орденом Богдана Хмельницкого II степени.
- 12-я гвардейская Знаменская истребительная авиационная дивизия Указом Президиума Верховного Совета СССР награждена орденом Боевого Красного Знамени.
- 140-й гвардейский Киевский штурмовой авиационный полк награждён Указом Президиума Верховного Совета СССР орденом Богдана Хмельницкого III степени.
- 140-й гвардейский штурмовой авиационный Киевский ордена Богдана Хмельницкого полк Указом Президиума Верховного Совета СССР от 26 апреля 1945 года за образцовое выполнение заданий командования в боях при прорыве обороны немцев и разгроме войск противника юго-западнее Оппельн и проявленные при этом доблесть и мужество награждён орденом Красного Знамени[13].
- 141-й гвардейский штурмовой авиационный Сандомирский полк Указом Президиума Верховного Совета СССР награждён орденом Кутузова III степени.
- 141-й гвардейский штурмовой авиационный Сандомирский ордена Кутузова полк Указом Президиума Верховного Совета СССР от 26 апреля 1945 года за образцовое выполнение заданий командования в боях при прорыве обороны немцев и разгроме войск противника юго-западнее Оппельн и проявленные при этом доблесть и мужество награждён орденом Красного Знамени[13].
- 142-й гвардейский штурмовой авиационный полк Указом Президиума Верховного Совета СССР награждён орденом Богдана Хмельницкого III степени.
- 142-й гвардейский штурмовой авиационный полк Указом Президиума Верховного Совета СССР награждён орденом Александра Невского.
- 143-й гвардейский штурмовой авиационный Львовский полк Указом Президиума Верховного Совета СССР от 26 апреля 1945 года за образцовое выполнение заданий командования в боях с немецкими захватчиками при овладении городами Нейссе и Леобшютц и проявленные при этом доблесть и мужество награждён орденом Александра Невского[12].
- 143-й гвардейский штурмовой авиационный Львовский ордена Александра Невского полк Указом Президиума Верховного Совета СССР от 4 июня 1945 года за образцовое выполнение заданий командования в боях с немецкими захватчиками при ликвидации группы немецких войск, окружённой юго-восточнее Берлина и проявленные при этом доблесть и мужество награждён орденом Богдана Хмельницкого II степени[14].
- 144-й гвардейский штурмовой авиационный Львовский полк Указом Президиума Верховного Совета СССР от 26 апреля 1945 года за образцовое выполнение заданий командования в боях при прорыве обороны немцев и разгроме войск противника юго-западнее Оппельн и проявленные при этом доблесть и мужество награждён орденом Александра Невского[13].
- 144-й гвардейский штурмовой авиационный Львовский ордена Александра Невского полк Указом Президиума Верховного Совета СССР от 4 июня 1945 года за образцовое выполнение заданий командования в боях с немецкими захватчиками при ликвидации группы немецких войск, окружённой юго-восточнее Берлина и проявленные при этом доблесть и мужество награждён орденом Богдана Хмельницкого II степени[14].
- 152-й гвардейский Сандомирский истребительный авиационный полк Указом Президиума Верховного Совета СССР от 19 февраля 1945 года награждён орденом Богдана Хмельницкого II степени.
- 152-й гвардейский Сандомирский ордена Богдана Хмельницкого II степени истребительный авиационный полк Указом Президиума Верховного Совета СССР от 28 мая 1945 года награждён орденом «Александра Невского»
- 153-й гвардейский Сандомирский истребительный авиационный полк Указом Президиума Верховного Совета СССР от 5 апреля 1945 года награждён орденом Александра Невского.
- 153-й гвардейский истребительный авиационный Сандомирский ордена Александра Невского полк Указом Президиума Верховного Совета СССР от 26 апреля 1945 года за образцовое выполнение заданий командования в боях при прорыве обороны немцев и разгроме войск противника юго-западнее Оппельн и проявленные при этом доблесть и мужество награждён орденом «Богдана Хмельницкого II степени»[13].
- 155-й гвардейский Киевский штурмовой авиационный полк Указом Президиума Верховного Совета СССР награждён орденом Боевого Красного Знамени.
- 155-й гвардейский Киевский Краснознамённый штурмовой авиационный полк Указом Президиума Верховного Совета СССР награждён орденом Кутузова III степени.
- 156-й гвардейский Львовский истребительный авиационный полк Указом Президиума Верховного Совета СССР от 19 февраля 1945 года награждён орденом Богдана Хмельницкого II степени.
- 156-й гвардейский истребительный авиационный Львовский ордена Богдана Хмельницкого полк Указом Президиума Верховного Совета СССР от 26 апреля 1945 года за образцовое выполнение заданий командования в боях при прорыве обороны немцев и разгроме войск противника юго-западнее Оппельн и проявленные при этом доблесть и мужество награждён орденом Красного Знамени[13].

Около 6000 авиаторов соединения отмечены орденами и медалями, 101 присвоено звание Героя Советского Союза.

## Благодарности Верховного Главнокомандующего
Верховным Главнокомандующим воинам корпуса объявлены благодарности:
- за прорыв обороны немцев на Львовском направлении[15]
- за овладение городом Львов[16]
- за форсирование реки Висла и овладение Сандомирским плацдармом[17]
- за овладение городами Ченстохова, Пшедбуж и Радомско[18]
- за овладение городом Краков[19]
- за овладение городами Крайцбург, Розенберг, Питшен, Ландсберг и Гуттентаг[20]
- за овладение городами Оппельн, Равич и Трахенберг[21]
- за овладение городами Глейвиц и Хжанув[22]
- за овладение городом Гинденбург[23]
- за овладение городами Сосковец, Бендзин, Домброва-Гурне, Челядзь и Мысловице[24]
- за овладение центром Домбровского угольного района городом Катовице, городами Семяновиц, Крулевска Гута (Кенигсхютте), Миколув (Николаи) и Беутен[25]
- за овладение городами Олау, Бриг, Томаскирх, Гротткау, Левен и Шургаст[26]
- за овладение городами Лигниц, Штейнау, Любен, Гайнау, Ноймаркт и Кант[27]
- за овладение городами Нойштадт, Козель, Штейнау, Зюльц, Краппитц, Обер-Глогау, Фалькенберг[28]
- за овладение городами Нейссе и Леобшютц[29]
- за овладение городами Штрелен и Рыбник[30]
- за овладение городами Ратибор и Бискау[31]
- за овладение городами Эссен, Кирххайн, Фалькенберг, Мюльберг, Пульснитц[32]
- за овладение городами Науен, Эльшталь, Рорбек, Марквардт, Кетцин[33]
- за овладение городом Виттенберг[34]
- за ликвидацию группы немецких войск, окружённой юго-восточнее Берлина[35]
- за овладение городом Берлин[36]
- за освобождение города Прага[37]

## Отличившиеся воины

### Дважды Герои Советского союза в составе корпуса
- Рязанов Василий Георгиевич, генерал-лейтенант авиации, командир 1-го гвардейского штурмового авиационного корпуса 2-й воздушной армии 2 июня 1945 года Указом Президиума Верховного Совета СССР удостоен звания Дважды Герой Советского Союза. Золотая Звезда № 4812.
- Андрианов Василий Иванович капитан, командир эскадрильи 141-го гвардейского штурмового авиационного полка 9-й гвардейской штурмовой авиационной дивизии 1-го гвардейского штурмового авиационного корпуса 2-й воздушной армии 27 июня 1945 года Указом Президиума Верховного Совета СССР удостоен звания Дважды Героя Советского Союза. Золотая Звезда № 6036.
- Бегельдинов Талгат Якубекович — капитан, командир эскадрильи 144-го гвардейского штурмового авиационного полка 9-й гвардейской штурмовой авиационной дивизии 1-го гвардейского штурмового авиационного корпуса 2-й воздушной армии 27 июня 1045 года Указом Президиума Верховного Совета СССР удостоен звания Дважды Героя Советского Союза. Золотая Звезда № 6554.
- Михайличенко Иван Харлампиевич, старший лейтенант, командир эскадрильи 141-го гвардейского штурмового авиационного полка 9-й гвардейской штурмовой авиационной дивизии 1-го гвардейского штурмового авиационного корпуса 2-й воздушной армии 27 июня 1945 года Указом Президиума Верховного Совета СССР удостоен звания Дважды Героя Советского Союза. Золотая Звезда № 2/69.
- Одинцов Михаил Петрович, майор, заместитель командира 155-го гвардейского штурмового авиационного полка 9-й гвардейской штурмовой авиационной дивизии 1-го гвардейского штурмового авиационного корпуса 2-й воздушной армии 27 июня 1945 года Указом Президиума Верховного Совета СССР удостоен звания Дважды Героя Советского Союза. Золотая Звезда № 6035.
- Столяров Николай Георгиевич, капитан, штурман 141-го гвардейского штурмового авиационного полка 9-й гвардейской штурмовой авиационной дивизии 1-го гвардейского штурмового авиационного корпуса 2-й воздушной армии 27 июня 1945 года Указом Президиума Верховного Совета СССР удостоен звания Дважды Героя Советского Союза. Золотая Звезда № 2/71.

### Герой Советского союза и полный кавалер ордена Славы
Герой Советского Союза и полный кавалер ордена Славы Драченко Иван Григорьевич старший лейтенант, старший лётчик 140-го гвардейского штурмового авиационного полка 8-й гвардейской штурмовой авиационной дивизии 1-го гвардейского штурмового авиационного корпуса 2-й воздушной армии.
Драченко — единственный лётчик в Военно-Воздушных Силах, который удостоен всех высших военных государственных наград (один из 4-х полных кавалеров ордена Славы, удостоенных звания «Герой Советского Союза»).

### Кавалеры ордена Славы трёх степеней
Мамонтов Анатолий Григорьевич, гвардии сержант, воздушный стрелок 141-го гвардейского штурмового авиационного полка 9=й гвардейской штурмовой авиационной дивизии.

## Книги по истории корпуса
- Донченко Семен Алексеевич. Флагман штурмовой авиации / Лит. запись Л. Ф. Юдина. — Киев: Политиздат Украины, 1988. — 224 с., 8 л. ил. с.